# Hydnobius multistriatus
Hydnobius multistriatus är en skalbaggsart som först beskrevs av Leonard Gyllenhaal 1813.  Hydnobius multistriatus ingår i släktet Hydnobius, och familjen mycelbaggar. Arten är reproducerande i Sverige.